# Светих 6000 мученика у Грузији
Светих 6000 мученика у Грузији или Тебанска легија (познати и као Агаунски мученици) је римска легија из Диоклецијанове ере, која се појављује у хришћанској хагиографији, чије су војници мученички пострадали под римским царем Максимијаном 286. године. Састојао се од 6600 (према другој верзији - од 6666) хришћанских војника и на челу са светим Маврикијем.

## Традиција
Према легенди која датира још од светог Еухерија Лионског, локација легије била је Теба, у Египту. Одавде је ову легију цар Максимијан послао у Галију да угуши устанак Багауда. Командовао је легијом св. Маврикије. Његови помоћници су били Кандид и Егзиперије, који се такође поштују као свеци. Након пораза Багаудових, легија је повучена у град Агаунум, садашњи Сен-Морис д'Агон, а цар Максимијан је издао наређење да сви, у част победе, принесу жртве римским боговима. Легионари су то одлучно и једногласно одбили, због чега су били подвргнути десетковању и упозорили да цар неће стати док се наређење не изврши. Затим је св. Маврикије апеловао на легију са позивом да не подлегну претњама и да буду веран заклетви датој на крштењу, по угледу на већ стрељане другове. Његове речи су нашле одјек у срцима ових храбрих војника, а Максимијану је послато писмо у име легије следећег садржаја:
„Царе, ми смо твоји војници, али и војници Бога истинитог. Служимо вам у војној служби и послушности, али не можемо одбити Онога који је наш Творац и Владар, иако Га ви одбацујете. У свему што није противно Његовом закону, ми те најрадије слушамо, као и до сада. Спремни смо да се боримо са нашим непријатељима, ма ко они били, али не можемо упрљати своје руке крвљу невиних људи (хришћана). Заклели смо се Богу пре него што смо се заклели вама. Нашој другој заклетви нећете моћи дати никакав кредибилитет ако прекршимо другу, прву. Наредио си нам да погубимо хришћане – гле, ми смо исти. Признајемо Бога Оца, Творца свега, и Његовог Сина, Господа и Бога Исуса Христа. Видели смо своје другове мачем обезглављене, не оплакујемо их, већ се радујемо њиховој части. Ни овај ни било који други инцидент нас није мамио на побуну. Имамо оружје у рукама, али се не опиремо, јер бисмо радије умрли невини него живели у греху".
Пошто чин застрашивања није имао ефекта, понављао се много пута док цела легија није била истребљена.
Према поруци Еухарија Лионског, тела Агаунумских мученика је открио и идентификовао епископ града Октодурума (сада Мартињи) Теодор 350. године. Овај последњи је у њихову част саградио базилику у Агаунуму, која је постала место ходочашћа и чији се остаци и данас могу посматрати. Постала је део опатије изграђене 515. године на земљишту које је поклонио краљ Сигисмунд од Бургундије. Иста посланица је најранији помен агаунских мученика „који су својом крвљу прославили Агаун“ и описује низ сведочанстава у периоду од 150 година, од времена мучеништва до времена Евхаристије. Ходочастио је у Агаунум. Евхарије помиње доказе о ходочашћу и скупим поклонима верника из различитих покрајина царства, разна чуда, као што су изгон демона и случајеви исцељења.
Евхарије је био тај који износи број војнига легије био једнак „шест хиљада и шест стотина људи“. Писац из 6. века Григорије Турски у својој књизи Књига славе мученика помиње базилику у Келну.
Православна црква их прославља 23.(10) априла.